# Färöischer Fußballpokal 1967
Der Färöische Fußballpokal wurde 1967 zum 13. Mal ausgespielt. Im Endspiel, welches im Stadion Sarpugerði in Norðragøta ausgetragen wurde, siegte Titelverteidiger KÍ Klaksvík mit 6:2 gegen B36 Tórshavn und konnte den Pokal somit zum zweiten Mal gewinnen.
KÍ Klaksvík und B36 Tórshavn belegten in der Meisterschaft die Plätze eins und drei, dadurch erreichte KÍ Klaksvík das Double.

## Teilnehmer
Teilnahmeberechtigt waren folgende fünf Mannschaften der Meistaradeildin:
| Meistaradeildin                                           |
| B36 Tórshavn HB Tórshavn KÍ Klaksvík TB Tvøroyri VB Vágur |

## Modus
Für den Pokal waren alle Erstligisten zugelassen. Drei Mannschaften waren für das Halbfinale gesetzt. Die beiden verbliebenen Mannschaften spielten in einer Runde den letzten Teilnehmer aus. Alle Runden wurden im K.-o.-System ausgetragen.

## Qualifikationsrunde
|              | Ergebnis |             |
| ------------ | -------- | ----------- |
| B36 Tórshavn | ?:?      | TB Tvøroyri |

## Halbfinale
|              | Ergebnis |             |
| ------------ | -------- | ----------- |
| B36 Tórshavn | 3:1      | HB Tórshavn |
| KÍ Klaksvík  | 2:1      | VB Vágur    |

## Finale
| Paarung  | KÍ Klaksvík – B36 Tórshavn |
| Ergebnis | 6:2                        |
| Stadion  | Sarpugerði, Norðragøta     |
| Tore     | ?                          |